# Kaeri-eoreul kkeuneun yeoja
Kaeri-eoreul kkeuneun yeoja (hangul: 캐리어를 끄는 여자) – południowokoreański serial telewizyjny emitowany na antenie MBC. Serial był emitowany od 26 września do 15 listopada 2016 roku, w poniedziałki i wtorki o 22:00, liczy 16 odcinków. Według Nielsen Korea odcinek 15 osiągnął najwyższą oglądalność (10,0%), a według TNMS odcinek 16 (8,2%). Główne role odgrywają w nim Choi Ji-woo, Joo Jin-mo, Jeon Hye-bin oraz Lee Joon.
Serial opowiada historię Cha Geum-joo (Choi Ji-woo), o tym jak ze skompromitowanego menedżera w kancelarii prawnej stała się wspaniałym prawnikiem.

## Obsada

### Główna
- Choi Ji-woo jako Cha Geum-joo
- Joo Jin-mo jako Ham Bok-geo
- Jeon Hye-bin jako Park Hye-joo
- Lee Joon jako Ma Seok-woo

### W pozostałych rolach
Golden Tree
- Jin Kyung jako Goo Ji-hyun
- Kim Byung-choon jako Chief Hwang
- Bae Noo-ri jako Oh An-na

K-Fact
- Choi Dae-sung jako Go Goo-tae
- Ji Yi-soo jako Baek Jin-seo
- Choi Tae-hwan jako Choi Hoon-suk

Inni
- Jang Hyun-sung jako Lee Dong-soo
- Park Byung-eun  jako Pro Kang
- Kim Min-ji jako Seo Ji-ah
- Kim Young-pil jako Lee Sang-yup
- Im Ji-hyun jako Na Mi-sun
- Jung Yoo-jin jako Madam Choi
- Choi Won-hong jako Oh Kyung-hwan
- Yoon Ji-min jako Jo Ye-ryung
- Oh Yeon-ah jako Han Ji-won
- Min Sung-wook jako prokurator Choi
- Thunder jako Cheondung (odc. 5)
- Tae Jin-ah jako on sam (odc. 9)

## Oglądalność
| No. | Data emisji               | Oglądalność | Oglądalność |
| No. | Data emisji               | TNmS        | AGB Nielsen |
| --- | ------------------------- | ----------- | ----------- |
| 1   | 26 września 2016(dts)     | 6,9%        | 6,9%        |
| 2   | 27 września 2016(dts)     | 7,2%        | 8,4%        |
| 3   | 3 października 2016(dts)  | 7,0%        | 7,9%        |
| 4   | 4 października 2016(dts)  | 7,6%        | 8,6%        |
| 5   | 10 października 2016(dts) | 7,1%        | 8,2%        |
| 6   | 11 października 2016(dts) | 8,0%        | 9,6%        |
| 7   | 17 października 2016(dts) | 7,1%        | 8,2%        |
| 8   | 18 października 2016(dts) | 7,0%        | 7,9%        |
| 9   | 24 października 2016(dts) | 6,7%        | 8,3%        |
| 10  | 31 października 2016(dts) | 6,4%        | 7,1%        |
| 11  | 1 listopada 2016(dts)     | 6,4%        | 8,1%        |
| 12  | 7 listopada 2016(dts)     | 7,4%        | 8,2%        |
| 13  | 8 listopada 2016(dts)     | 8,0%        | 9,1%        |
| 14  | 14 listopada 2016(dts)    | 7,4%        | 8,9%        |
| 15  | 15 listopada 2016(dts)    | 8,2%        | 8,9%        |
| 16  | 15 listopada 2016(dts)    | 7,4%        | 10,0%       |

## Nagrody i nominacje
| Rok  | Nagroda          | Kategoria                                                | Nominowany     | Wynik     |
| ---- | ---------------- | -------------------------------------------------------- | -------------- | --------- |
| 2016 | MBC Drama Awards | Top Excellence Award, Actor in a Special Project Drama   | Joo Jin-mo     | Nominacja |
| 2016 | MBC Drama Awards | Top Excellence Award, Actress in a Special Project Drama | Choi Ji-woo    | Nominacja |
| 2016 | MBC Drama Awards | Excellence Award, Actor in a Special Project Drama       | Lee Joon       | Nominacja |
| 2016 | MBC Drama Awards | Excellence Award, Actress in a Special Project Drama     | Jeon Hye-bin   | Nominacja |
| 2016 | MBC Drama Awards | Golden Acting Award, Actor in a Special Project Drama    | Jang Hyun-sung | Nominacja |
| 2016 | MBC Drama Awards | Golden Acting Award, Actress in a Special Project Drama  | Jin Kyung      | Nominacja |